# ماركوس لوي
ماركوس لوي (بالإنجليزية: Marcus Loew)‏ (7 مايو 1870 في نيويورك - 5 سبتمبر 1927 في لونغ إيسلاند) كان رجل أعمال أمريكي، ورائداً في صناعة الأفلام، أسس ميترو غولدوين ماير لإنتاج الأفلام ولويس مسرح.

## حياته
كان ابن عائلة يهودية فقيرة أتت من النمسا إلى مدينة نيويورك، اضطر بسبب ظروفه الصعبة لترك الدراسة وهو في سن العاشرة للعمل، ورغم ذلك بدأ في الصعود مع بعض الاستثمارات الصغيرة، في عام 1920 اشترى شركة إنتاج الأفلام ميترو بيكتورس كوربوراسيون، وفي عام 1924 اشترى شركة إنتاج الأفلام غولدوين بيكتورس كوربوراسيون، وقام بدمجهما مع شركة ميترو غولدوين ماير.

## وفاته
توفي ماركوس لوي عام 1927 إثر نوبة قلبية عن عمر السابعة والخمسين في غلين كوفي بضاحية لونغ إيسلاند

## روابط خارجية
- ماركوس لوي على موقع IMDb (الإنجليزية)
- ماركوس لوي على موقع الموسوعة البريطانية (الإنجليزية)